# Північна армія (Японія)
Північна армія (яп. 北部 方面 隊 Hokubu Hōmentai) є одним з п'яти найпотужніших військових формувань Сухопутних військ сил самооборони Японії. Її штаб-квартира знаходиться в Саппоро, Хоккайдо, а її відповідальність полягає в обороні острова Хоккайдо. Це найбільша армія JGSDF, оскільки на Хоккайдо менше зазнає обмеження за обставинами населення та географічних особливостей, ніж деінде в Японії. Більшість сучасних танкових батальйонів Японії — Тип 90 — розташовані в структурі Північної армії.

## Склад
Складається з одної танкової і одної піхотної дивізії, 7 бригад, 3 полків і 2 груп.

## Розташування
Головна база знаходиться в таборі Саппоро, міста Саппоро. Усі підрозділи дислокуються на Хоккайдо.

## Основні завдання
Завданням є захист острова Хоккайдо.

## Військове оснащення
Більшість сучасних танків Типу 90 входять у танкові батальйони Північної армії.

## Організація
- Північна армія, Табір Саппоро, місто Саппоро
  -  2-га піхотна дивізія, Табір Асахікава, Асахікава
  -  7-ма танкова дивізія, Табір Хігасі-Тітосе, Тітосе
  -  5-та піхотна бригада, Табір Обіхіро, Обіхіро
  -  11-та піхотна бригада, Табір Макоманаї, Саппоро
  - 1-ша артилерійська бригада, Табір Кіта-Тітосе, Тітосе
  - 1-ша зенітна ракетна бригада (ЗРК MIM-23B «I-Hawk»), Табір Хігасі, Тітосе
    - 1-ша зенітна ракетна група, Табір Хігасі, Тітосе (24 ПУ)
    - 4-та зенітна ракетна група, Табір Найоро, Найоро (24 ПУ)

  - Змішана (тренувальна) бригада, Табір Хігасі, Тітосе
  - 3-тя інженерна бригада, Табір Мінамі-Еніва, Еніва
  - Бригада тилового забезпечення, Табір Шімамацу, Еніва
  - 1-ша танкова група
  - Група армійської авіації Північної армії, Окадама
  - Полк зв'язку Північної армії, Табір Саппоро
  - Полк постачання Північної армії,
  - Медичний полк Північної армії, Табір Макоманаї
  - Батальйон військової розвідки, Табір Саппоро
  - Батальйон радіоелектронної боротьби (РЕБ),
  - Рота протитанкової / протикорабельної оборони, Табір Куттян, Куттян
  - Фінансовий відділ Північної армії, Табір Саппоро

Функціональна структура Північної армії 2016 року
(натиснути на зображення для збільшення)